# Kontrollkontoret

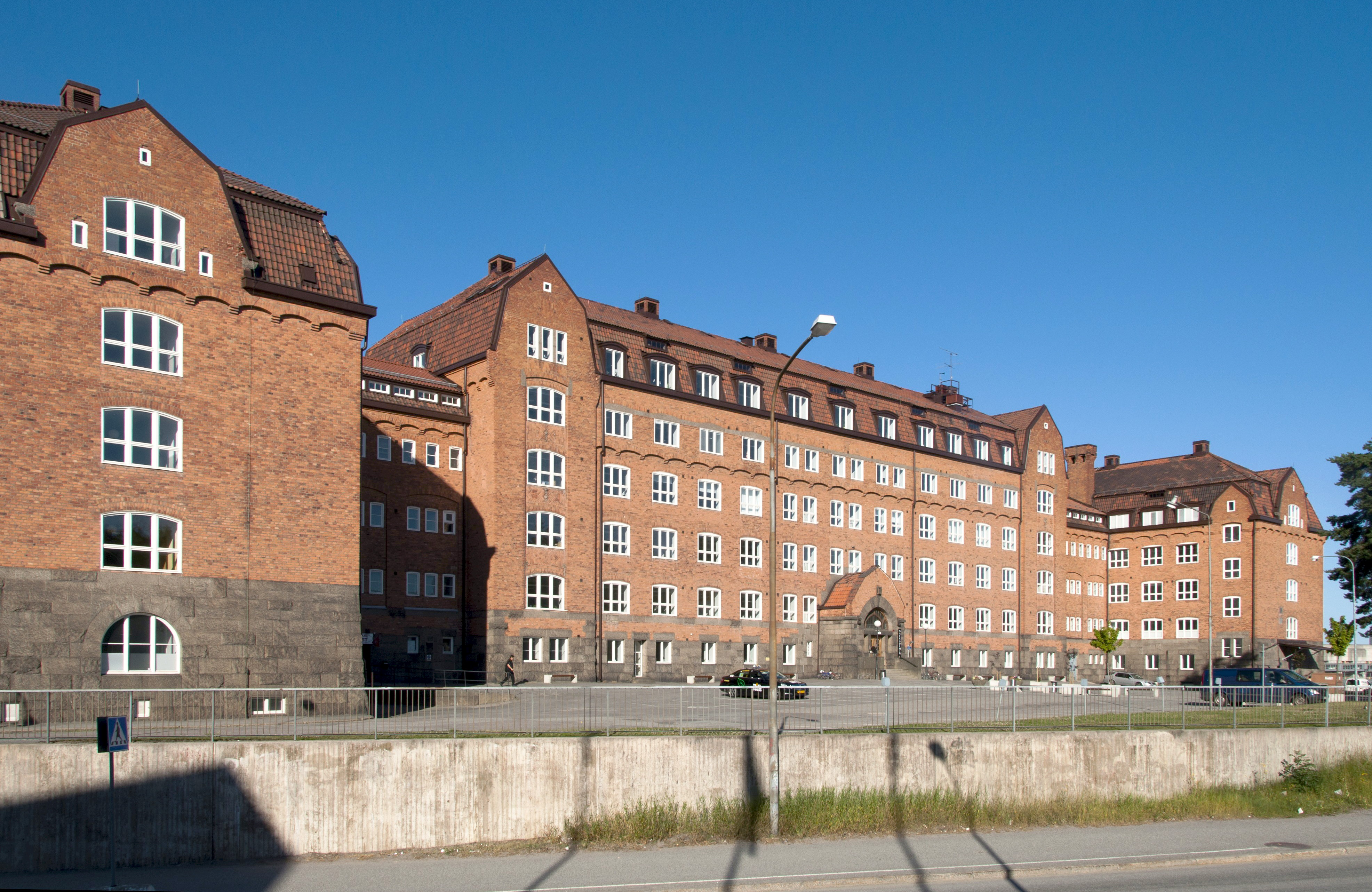
Kontrollkontoret

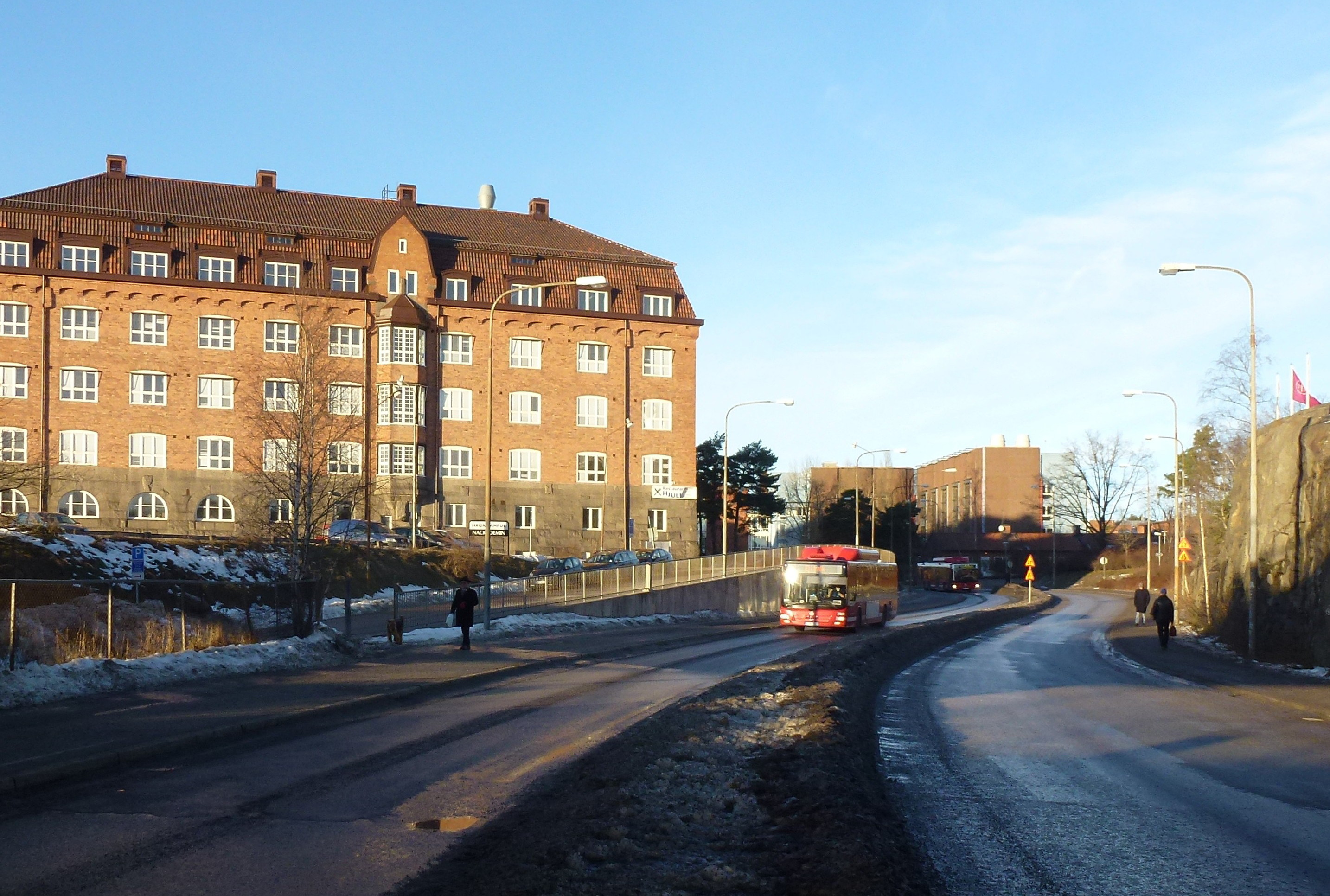
Byggnaden sedd från Tomtebodavägen

Kontrollkontoret är en byggnadsminnesmärkt byggnad på Tomtebodavägen 3 i Solna. Den uppfördes som förvaltningsbyggnad åt Statens Järnvägar, men hyser idag yrkesskolan Nackademin.

## Historik
En kraftig expansion av tågtrafiken i början av förra seklet ökade behovet av kontors- och administrationslokaler inom Statens Järnvägar. Enligt ett riksdagsbeslut skulle en ny förvaltningsbyggnad uppföras i Tomteboda, i nära anslutning till Tomteboda station och SJ:s huvudverkstad.
Byggnaden ritades 1910 av chefen för Statens Järnvägars arkitektkontor Folke Zetterwall. Liksom andra järnvägsbyggnader av arkitekten vid denna tid gick den i typisk nationalromantisk stil, med tunga och slutna tegelfasader som artikulerade med en hög granitsockel, burspråk, utskjutande gavlar och gavelrösten. Byggnaden uppfördes av byggmästaren Johan Adolf Lundegren och stod färdig 1912. Komplexet reser sig i fem våningar på en klippa högt ovanför spårområdet. Hit flyttade kontrollkontoret, statistiska kontoret, tariffkontoret och biljett- och blankettkontoret med sina tryckpressar. Inredningen utformades av A Ekengren. Den är ljus med breda korridorer och stora, öppna trapphus med konstfullt smidda hisschakt. Snickerierna, så som kassettpaneler i personalmatsalen, och övriga fasta inredningarna är än i dag välbevarade. Av samtiden kallades bygget även "Stora kontoret".
På 1960-talet uppfördes en nybyggnad i tegel söder om Kontrollkontoret, som delvis förtagit dess monumentalitet. Kontrollkontoret har dock bedömts värdefullt exempel på den nationalromantisk byggnadsstilen i offentligt byggande och därför förklarats som byggnadsminne. 
Sedan 2008 hyser byggnaden yrkeshögskolan Nackademin.
Sedan hösten 2019 finns även gymnasiet ProCivitas Karlberg i byggnaden.

## Bilder

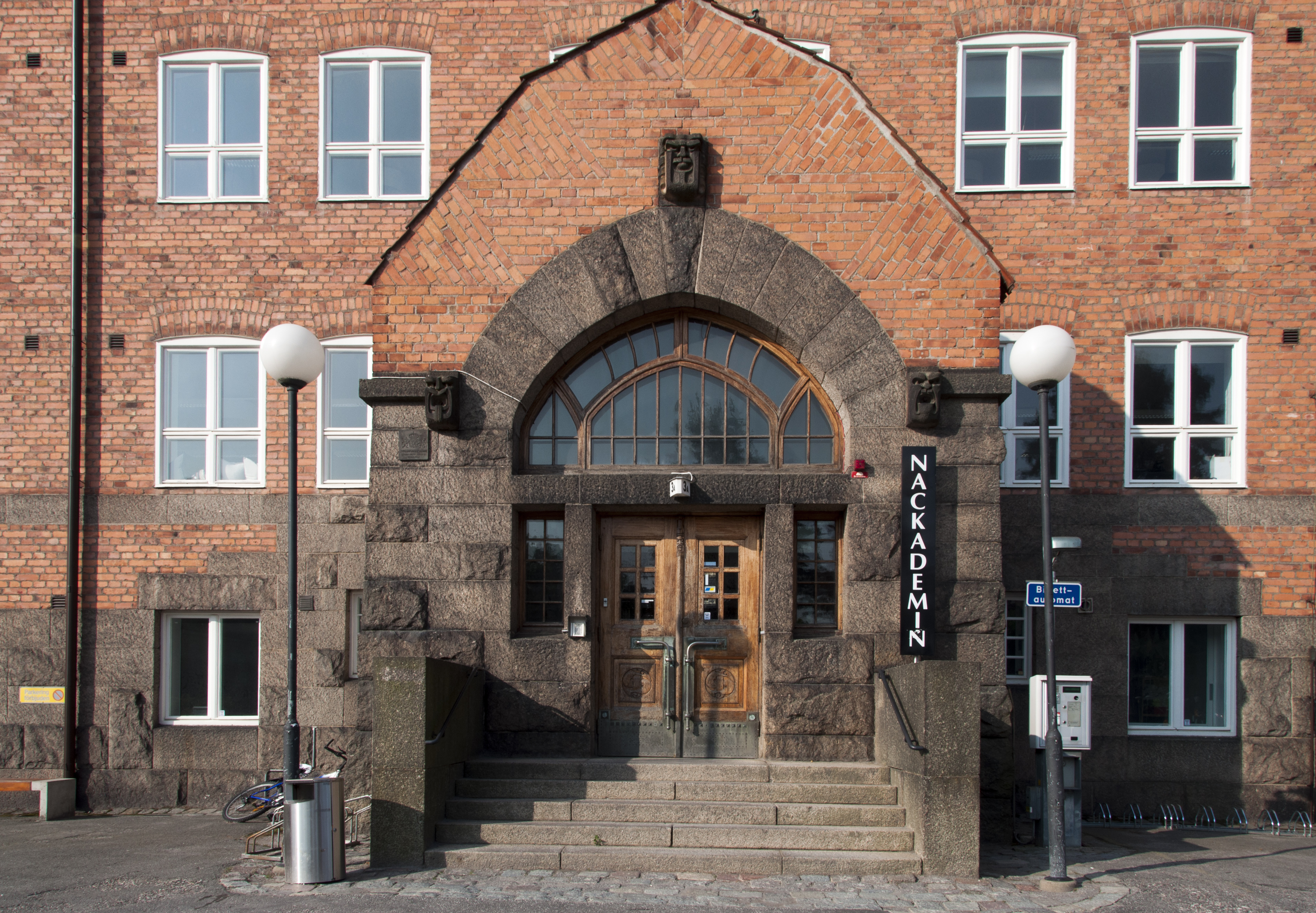
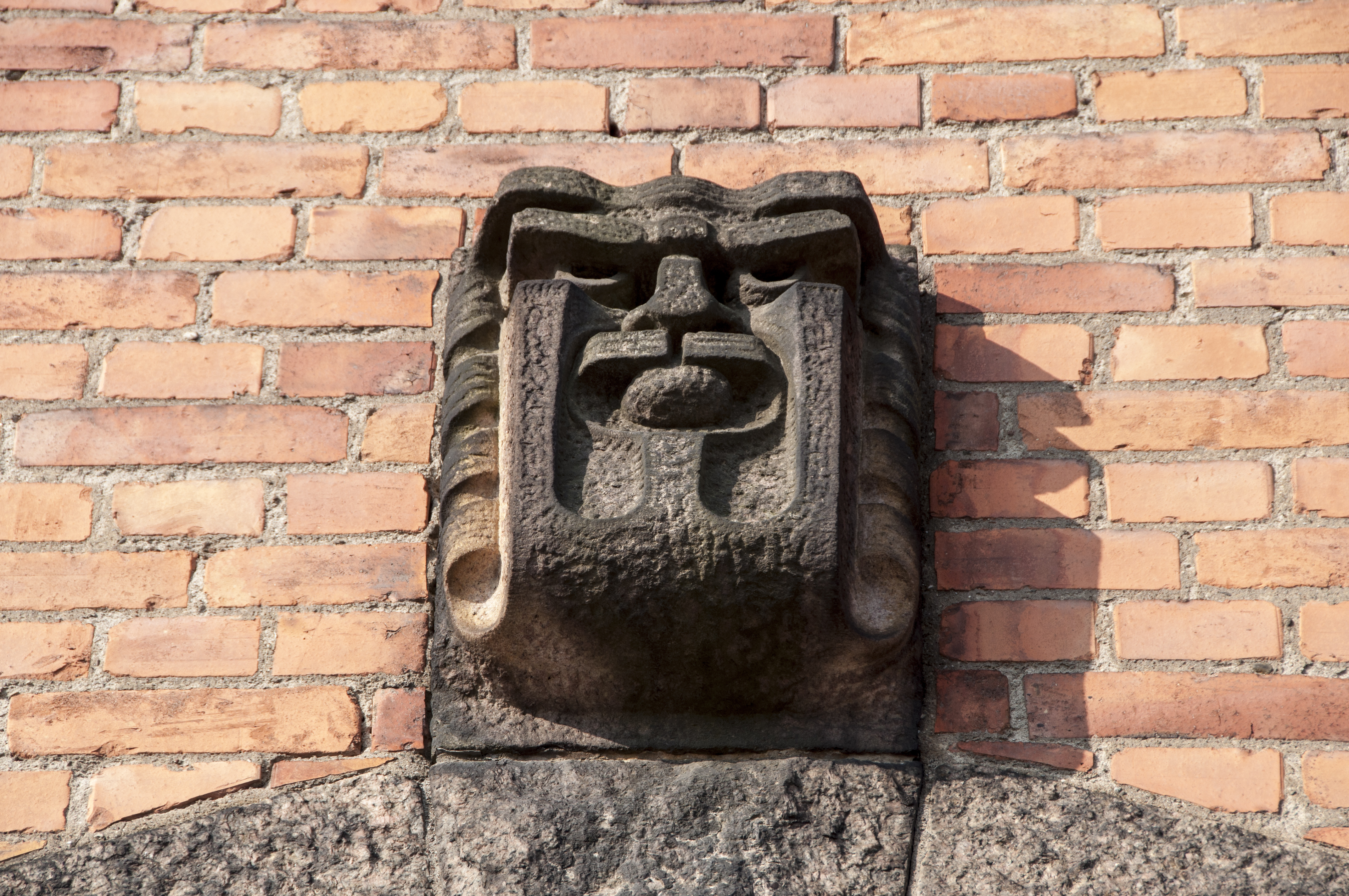
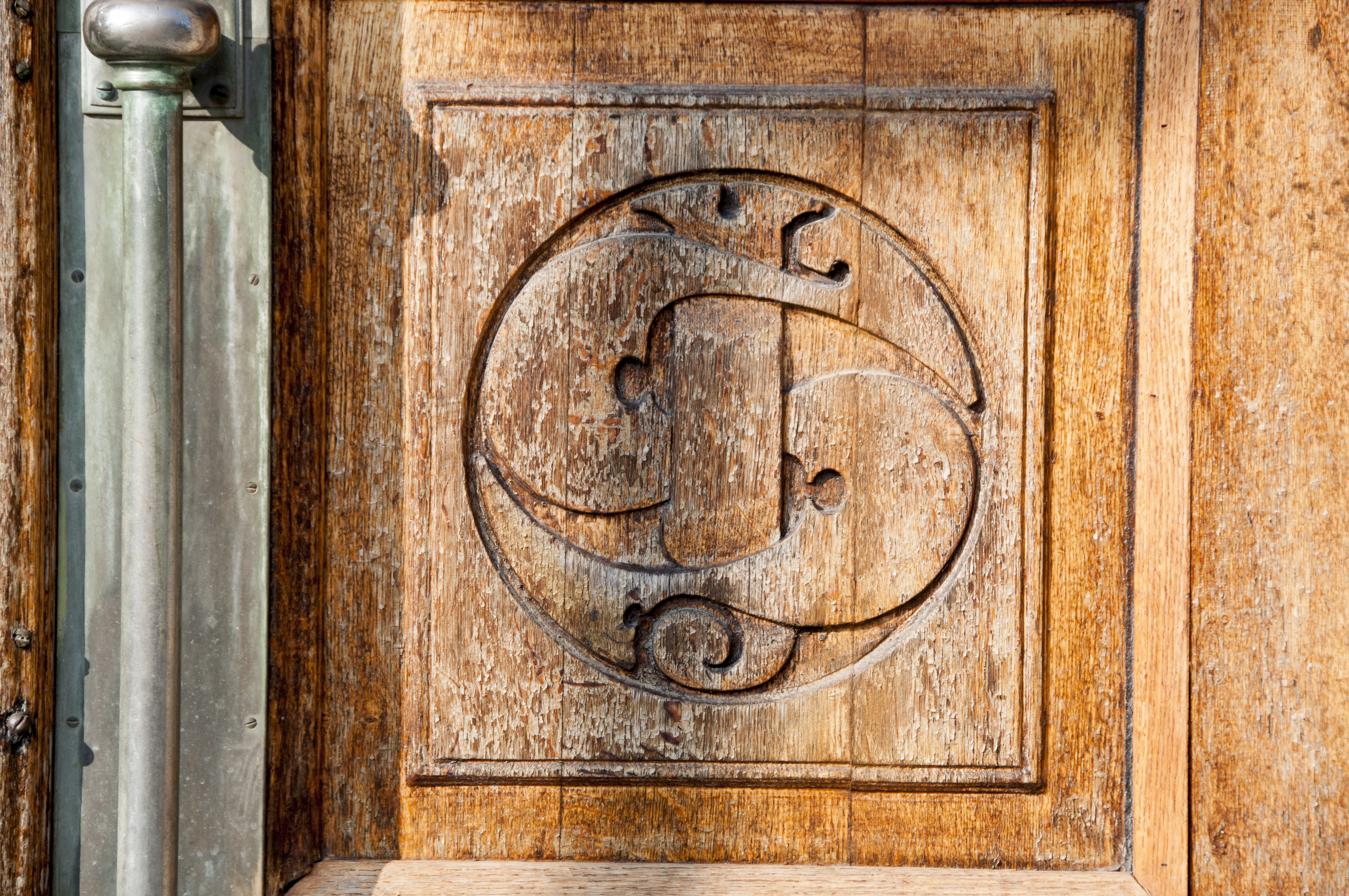
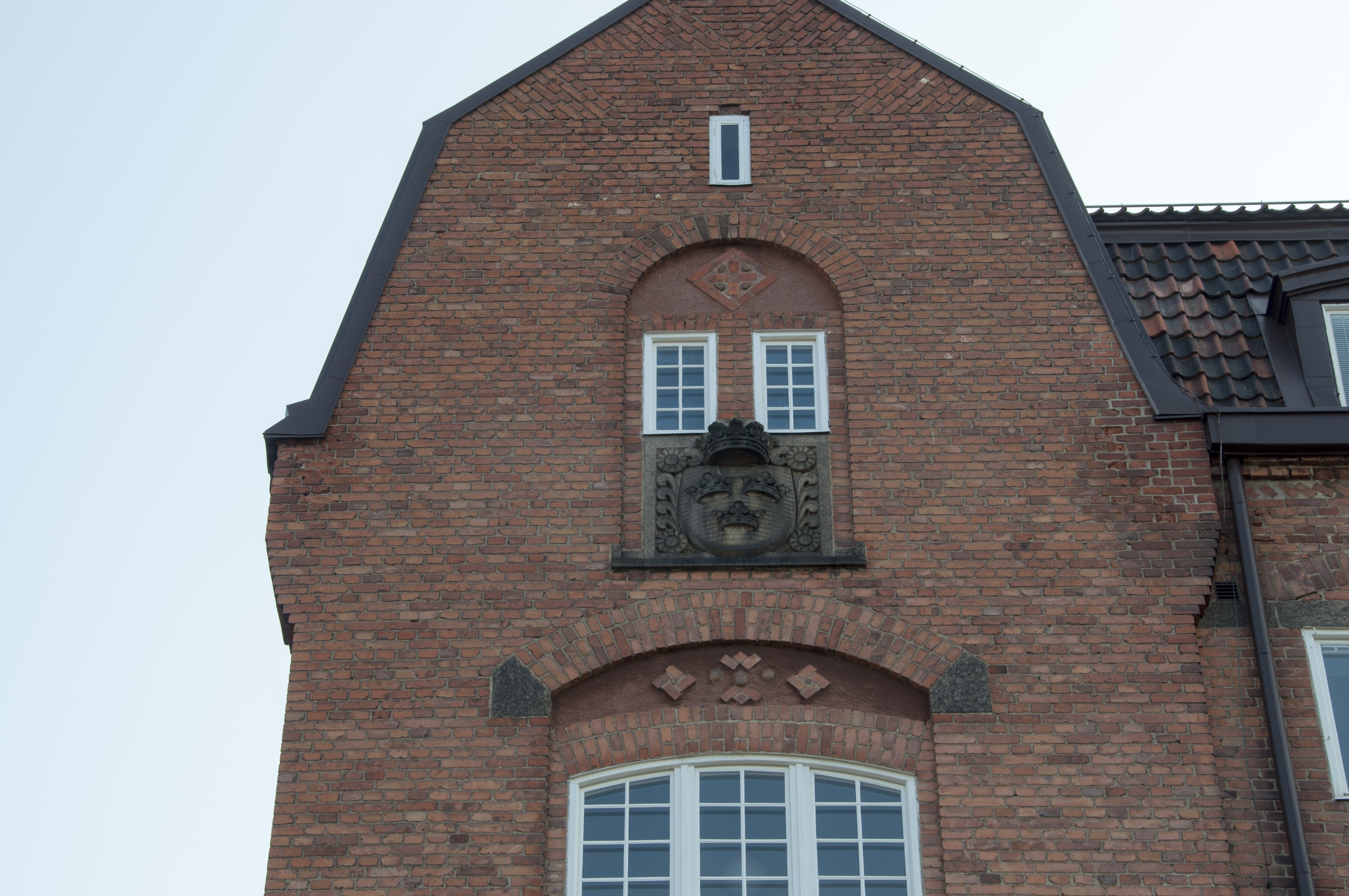